# Horní Cerekev (stacja kolejowa)
Horní Cerekev – stacja kolejowa w miejscowości Horní Cerekev, w kraju Wysoczyna, w Czechach. Znajduje się na wysokości 590 m n.p.m.. Stanowi lokalny węzeł kolejowy.

## Linie kolejowe
- 224: Tábor – Horní Cerekev
- 225: Havlíčkův Brod – Veselí nad Lužnicí